# Tøstrup Sogn
Tøstrup Sogn var et sogn i Syddjurs Provsti (Århus Stift). 27. november 2016 (1. søndag i advent) blev sognet lagt sammen med Nimtofte Sogn til Nimtofte-Tøstrup Sogn.
I 1800-tallet var Tøstrup Sogn anneks til Nimtofte Sogn. Begge sogne hørte til Djurs Nørre Herred i Randers Amt. Nimtofte-Tøstrup sognekommune blev ved kommunalreformen i 1970 indlemmet i Midtdjurs Kommune, som ved strukturreformen i 2007 indgik i Syddjurs Kommune.
I Tøstrup Sogn ligger Tøstrup Kirke.
I sognet findes følgende autoriserede stednavne:
- Brombærhøj (areal)
- Koustrup (bebyggelse, ejerlav)
- Sivested (bebyggelse, ejerlav)
- Skiffard (bebyggelse, ejerlav)
- Tøstrup (bebyggelse, ejerlav)